# Notabelförsamling
Notabelförsamling, eller fransk herredag, uppstod under 1300-talets senare del men miste sin betydelse sedan enväldet i Frankrike definitivt hade etablerats under 1600-talets första årtionde. Notabelförsamlingen inkallades därefter endast en sista gång 1788 i ett försök att avvärja franska revolutionen.
Notabelförsamlingen utgjorde en representation bestående av de främsta och mest inflytelserika männen i de högre stånden och inom förnämligare korporationer o. d. 